# 데이비드 캐러딘
데이비드 캐러딘(David Carradine, 본명: 존 아서 캐러딘, 본명 영어: John Arthur Carradine, 1936년 12월 8일 ~ 2009년 6월 4일)은 미국의 배우이다. 그는 100편 이상의 영화에 출연하였으며, 골든 글로브 상에 4번 지명되었다.

## 출연작

### 영화
- 《죽음의 경주》(1975년) : 프랑켄슈타인 역
- 《고독한 늑대》(1983년) : 로울리 윌크스 역
- 《전선 위의 참새》(1990년) : 유진 소렌슨 역
- 《킬 빌》(2003년) : 빌 역
- 《헤어 하이》(2004년) : 미스터 스너즈(Mr. Snerz) 역(목소리 출연)
- 《킬 빌 2》(2004년) : 빌 역
- 《쿵푸 프리즌》(2007년) : 사부 역

### 드라마
- 남과 북(ABC)
- 쿵푸 (드라마)(영어판)